# میریام بیورنسرود
میریام بیورنسرود (انگلیسی: Miriam Bjørnsrud؛ زادهٔ ۹ اکتبر ۱۹۹۲) دوچرخه‌سوار اهل نروژ است.